# Långtjärnen (Hotagens socken, Jämtland, 709934-140604)
Långtjärnen är en sjö i Krokoms kommun i Jämtland och ingår i Indalsälvens huvudavrinningsområde.